# مرده‌دزد (فیلم)
مُرده‌دزد (انگلیسی: The Body Snatcher) فیلمی ترسناک به کارگردانی رابرت وایز است که در سال ۱۹۴۵ منتشر شد. از بازیگران این فیلم می‌توان به بوریس کارلوف، بلا لاگوسی و هنری دانیل اشاره کرد.